# شیطان (فیلم ۱۹۷۲)
شیطان (انگلیسی: The Devil) فیلمی لهستانی در سبک تاریخی است که در سال ۱۹۷۲ منتشر شد.

## داستان
در طول یورش ارتش پروس به لهستان در سال ۱۷۹۳، "جیکوب" یک نجیب زاده جوان لهستانی توسط غریبه ای اسرارآمیز از زندان رهایی می یابد ...